# Mach Loop
Koordinaten: 52° 42′ 31″ N, 3° 50′ 42″ W

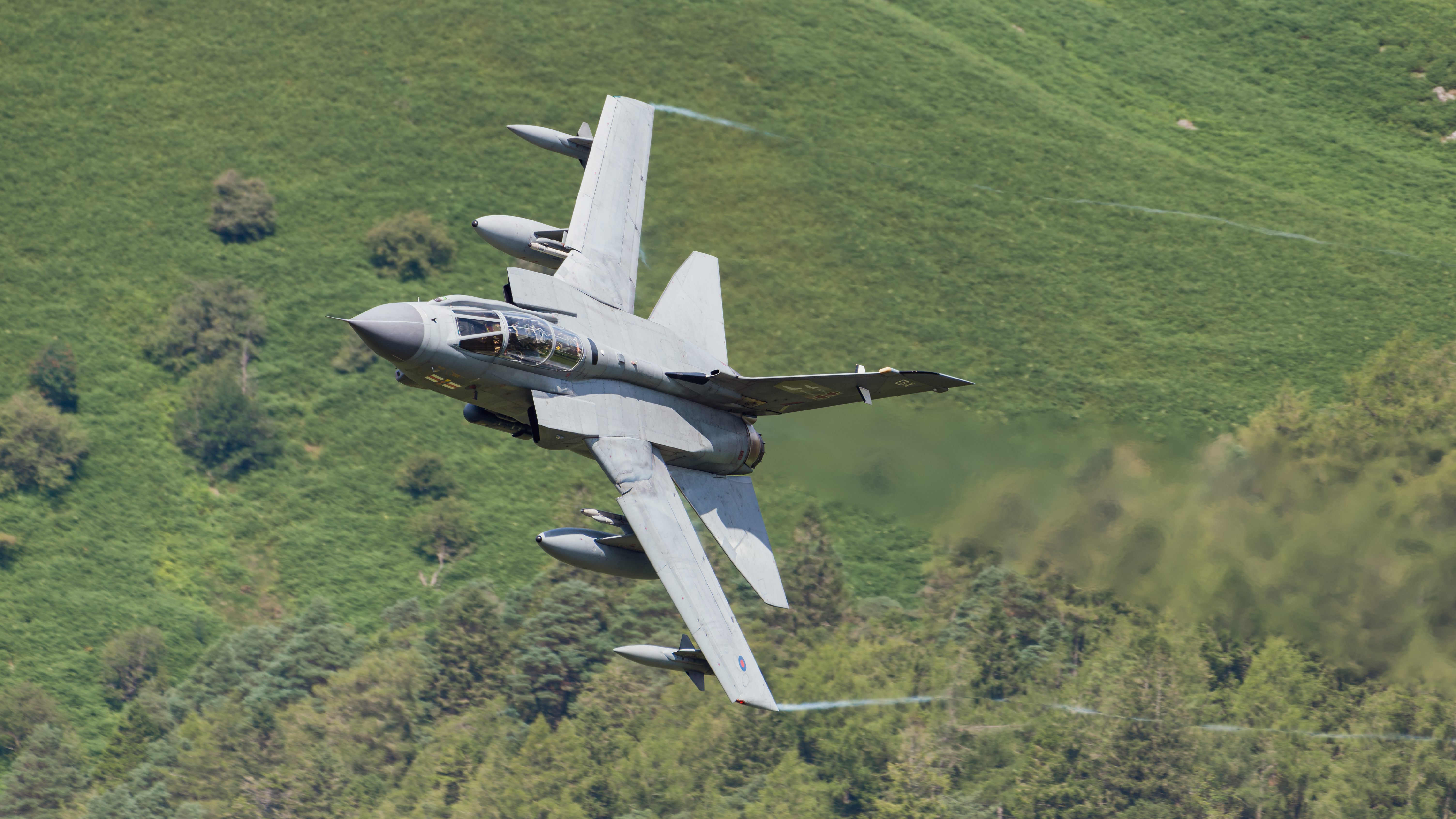
Royal Air Force (RAF) Panavia Tornado GR4 ZA607 EB-X am 9. August 2018 im Vorbeiflug an Corris Corner in Mach Loop, Wales, Vereinigtes Königreich

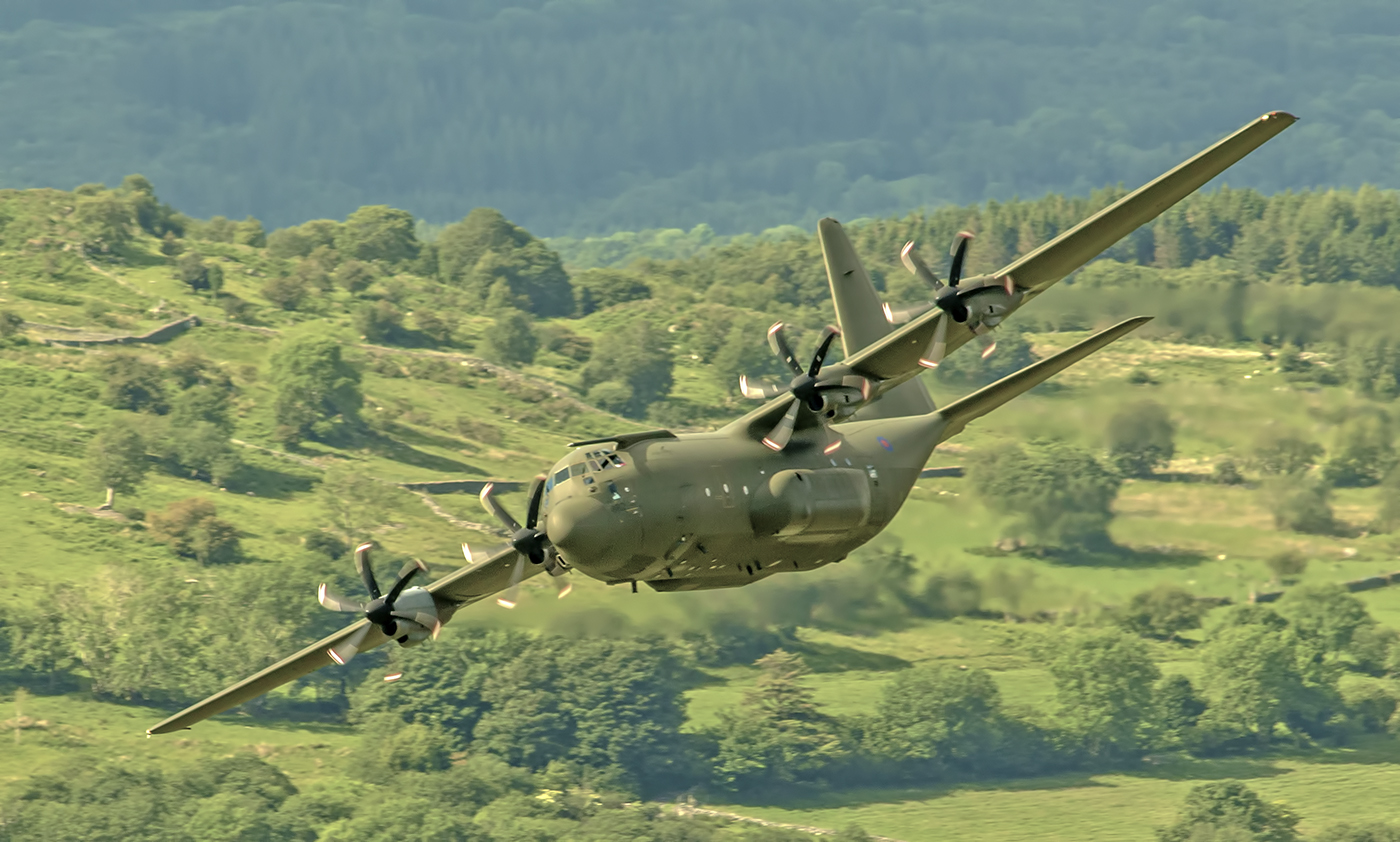
Eine C-130J am 18. Juni 2014 im Mach Loop

Der Mach Loop, auch bekannt als  Machynlleth Loop oder CAD West unter Spottern, ist ein System von Tälern in der walisischen Gebirgsregion Snowdonia des  Vereinigten Königreichs, die für ihre Nutzung als Tiefflug-Trainingsareal für Militärflugzeuge bekannt sind.
Das Talsystem befindet sich 13 km östlich von Barmouth und liegt zwischen den Städten Dolgellau im Norden und Machynlleth im Süden. Es gehört zur Low flying Area 7 (LFA7), welche Wales fast vollständig abdeckt. Zu den Luftfahrzeugen, die das Gebiet nutzen, gehören unter anderem Panavia Tornado, Eurofighter Typhoon, C-130J, Airbus A400M und BAE Hawk der Royal Air Force, und von der U.S. Air Force die in RAF Lakenheath stationierten F-15E Strike Eagle. Zeitweise werden auch andere Flugzeugtypen gesichtet, einschließlich der F-22 Raptor und der F-35 Lightning II.